# Century Theatre
Il Century Theatre, originariamente il New Theatre, era un teatro situato tra la 62ª Strada e Central Park West a New York. Inaugurato il 6 novembre 1909, era noto per la sua architettura raffinata, ma a causa della scarsa acustica e di una posizione scomoda non ebbe successo finanziario. Il teatro fu demolito nel 1931 e sostituito dall'edificio degli Century Apartments.

## Storia

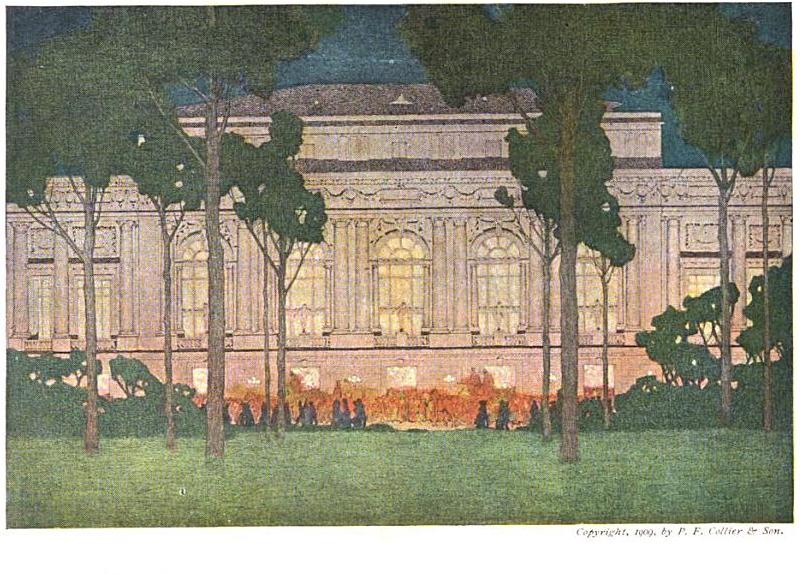
New Theatre, 1909

Il New Theatre una volta fu chiamato "il teatro più spettacolarmente infruttuoso di New York" nella WPA Guide to New York City. Concepito nel 1906 da Heinrich Conried, un direttore del Metropolitan Opera House, la sua costruzione fu un tentativo di stabilire un grande teatro a New York libero dal mercantilismo, uno che, in generale, assomigliasse alla Comédie Française di Parigi. All'inizio trenta fondatori sottoscrissero ciascuno $35.000 e un edificio progettato per essere la sede permanente di una compagnia di repertorio fu costruito a Central Park West, nell'Upper West Side, al costo di tre milioni di dollari. Architettonicamente, era una delle strutture più belle della città, progettata dall'importante studio di architettura Beaux-Arts Carrère e Hastings.
Con Winthrop Ames come unico direttore, la New Theatre Company occupò l'edificio solo per due stagioni, 1909–10 e 1910–11. Capace di ospitare 2.300 persone, il New Theatre fu inaugurato sabato 6 novembre 1909, con cerimonie impressionanti e apparentemente sotto gli auspici più favorevoli, ma un grave difetto nell'acustica divenne subito evidente e questo fu solo in parte risolto dall'installazione di una campana che deviava il suono. La prima mondiale del terzo concerto per pianoforte di Sergei Rachmaninoff ebbe luogo domenica 28 novembre 1909 al New Theatre, con Rachmaninoff come solista e Walter Damrosch alla direzione della New York Symphony Society. Sono state date diverse commedie shakespeariane, la presentazione di gran lunga più notevole fu quella di Il racconto d'inverno. Nel complesso la compagnia svolse il suo miglior lavoro d'insieme in alcune delle commedie moderne di quel tempo, come The Blue Bird e Sister Beatrice di Maeterlinck, Strife di Galsworthy e The Nigger di Edward Sheldon con Annie Russell. Un dramma poetico di distinzione fu The Piper di Josephine Preston Peabody. Dall'Europa nel 1912 arrivarono Judith Gautier e Pierre Loti, produttori e supervisori di The Daughter of Heaven. Nella maggior parte dei casi le scenografie erano di altissima qualità.
L'edificio si trovava un miglio sopra il Quartiere dei Teatri ed era estremamente costoso da mantenere. Finanziariamente, l'impresa si rivelò uno spreco di tempo e denaro. Alla fine della seconda stagione si scoprì che non era fattibile pianificarne una terza. L'edificio fu affittato ad altri direttori di teatro, che cambiarono il nome in Century Theatre (1911), Century Opera House (1913) e nuovamente Century (1915), con Florenz Ziegfeld come direttore.
Nel 1917 i produttori Florenz Ziegfeld e Charles Dillingham aprirono il giardino pensile come nightclub e lo chiamarono Cocoanut Grove, sulla base del successo di un luogo simile, Ziegfeld Midnight Frolic al New Amsterdam Theatre.
Non fu di alcuna utilità. Il "Santuario dello snobismo", come lo soprannominò un giornale populista di New York (Guida WPA) fu demolito nel 1930 e nel 1931 sorsero gli Art déco Century Apartments, progettati dagli uffici di Irwin S. Chanin.

## Pubblicazioni
Consultare The New Theatre (New York, 1909), che fornisce i nomi dei fondatori, funzionari, ecc., con schizzi biografici e ritratti della compagnia, e The New Theatre, Stagione 1909–10 (New York, 1910), per i titoli di opere teatrali, date di produzione, cast, ecc. Entrambi i precedenti sono stati divulgati privatamente dalla direzione. Consultate anche le riviste del 1909–11, in particolare W. P. Eaton, in Atlantic Monthly, volume cv (Boston, 1910), e John Corbin, in The World's Work, volume xxii (Garden City, New York, 1911).

## Galleria d'immagini

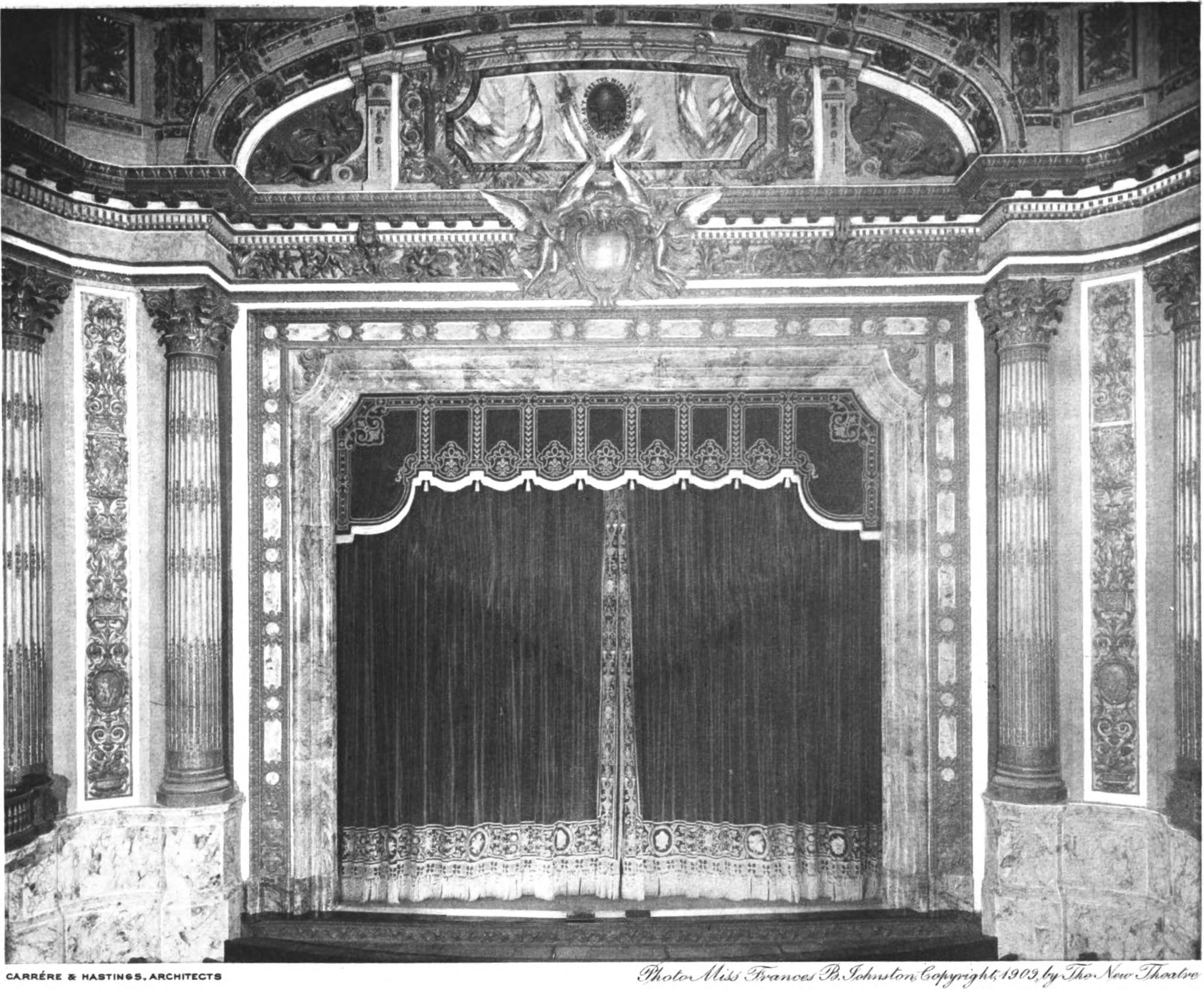
Boccascena e sipario
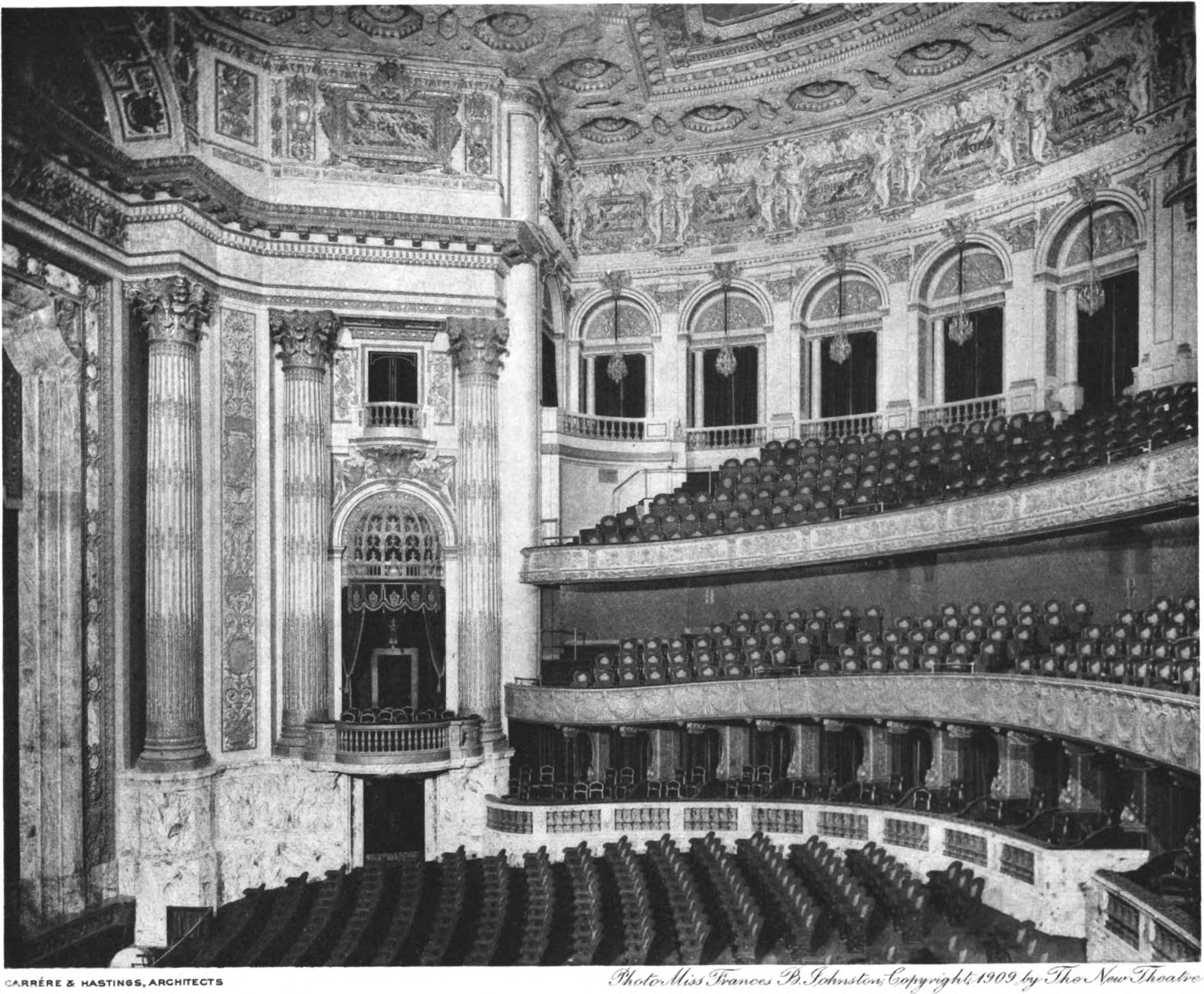
Auditorium
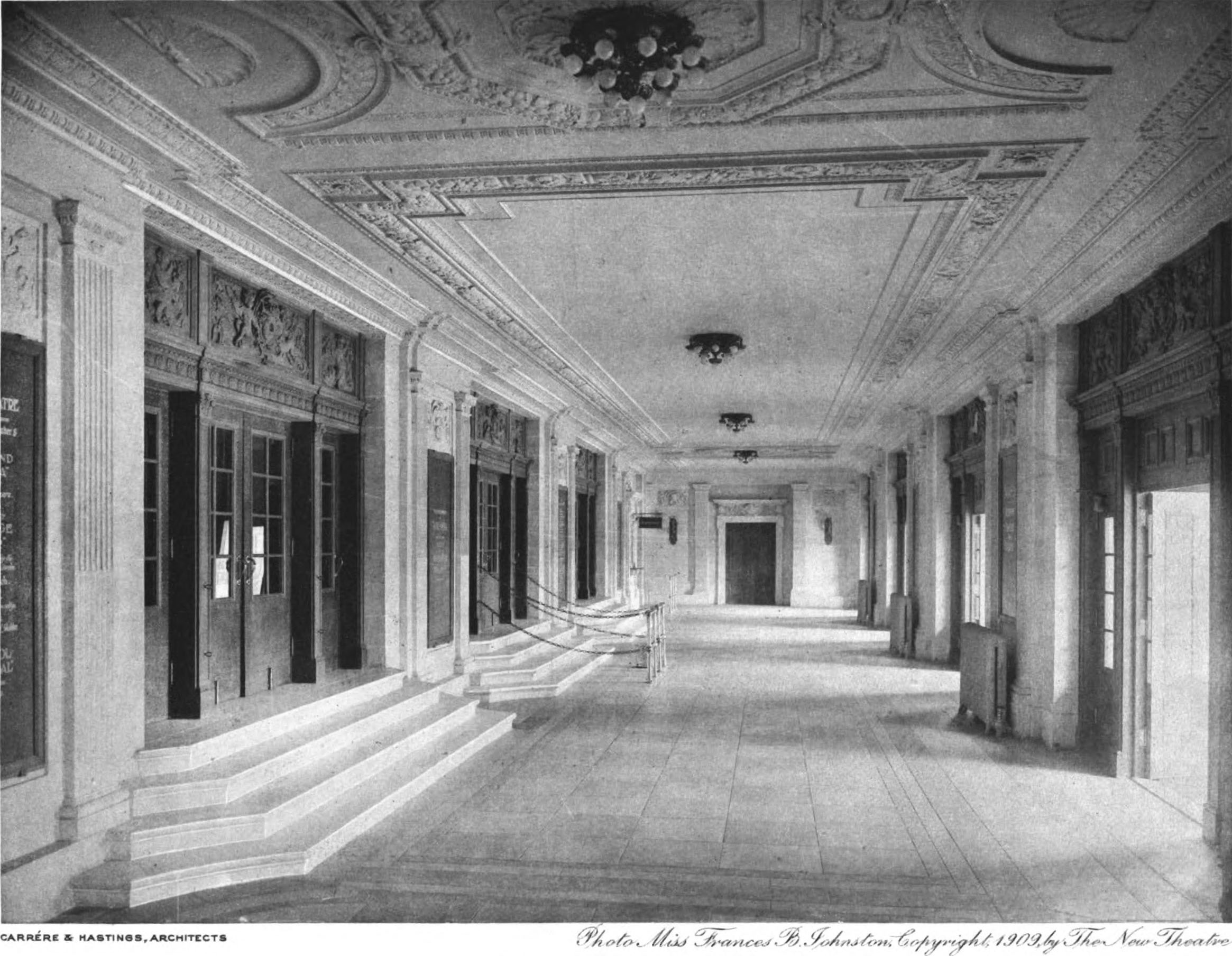
Atrio principale
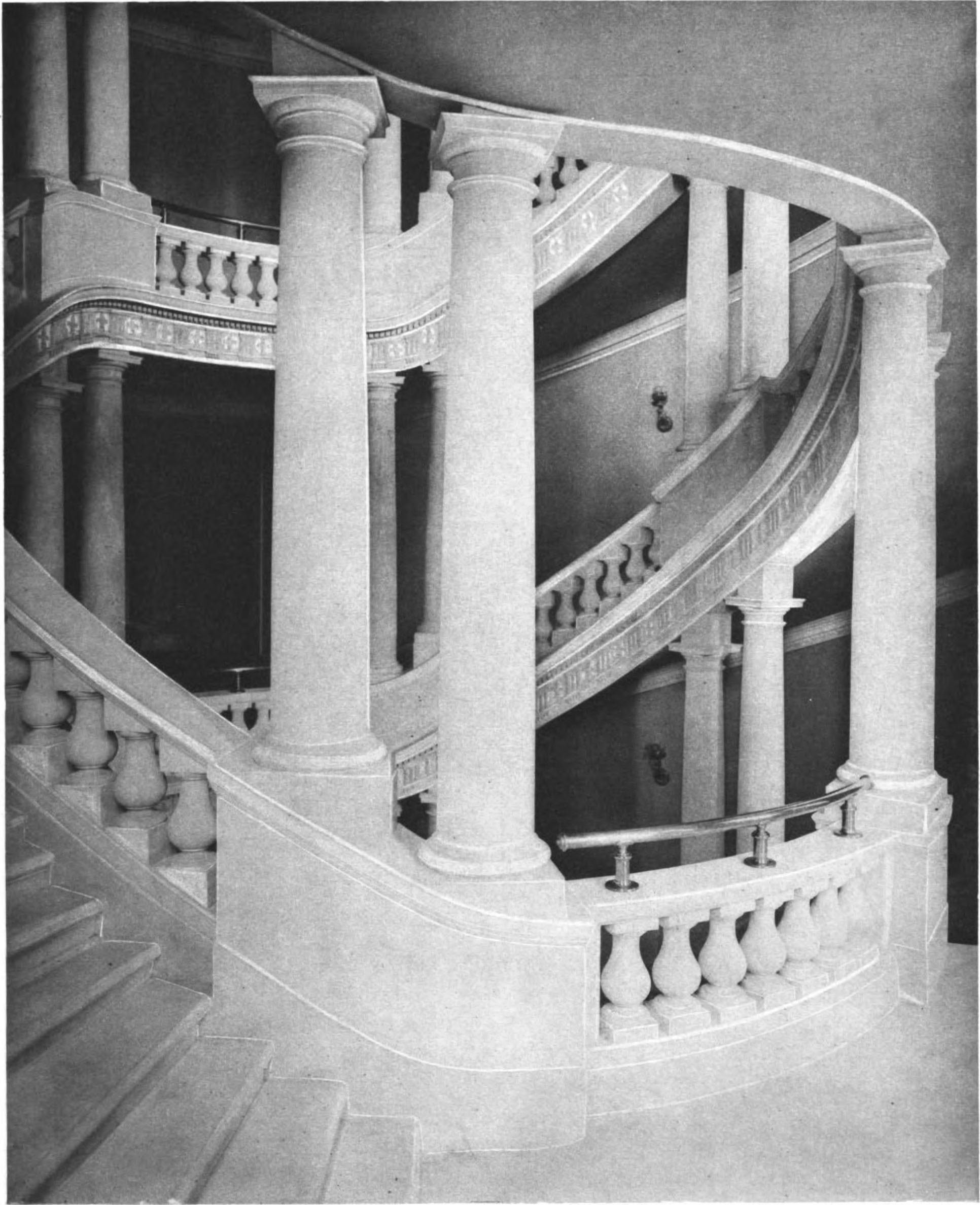
Scale
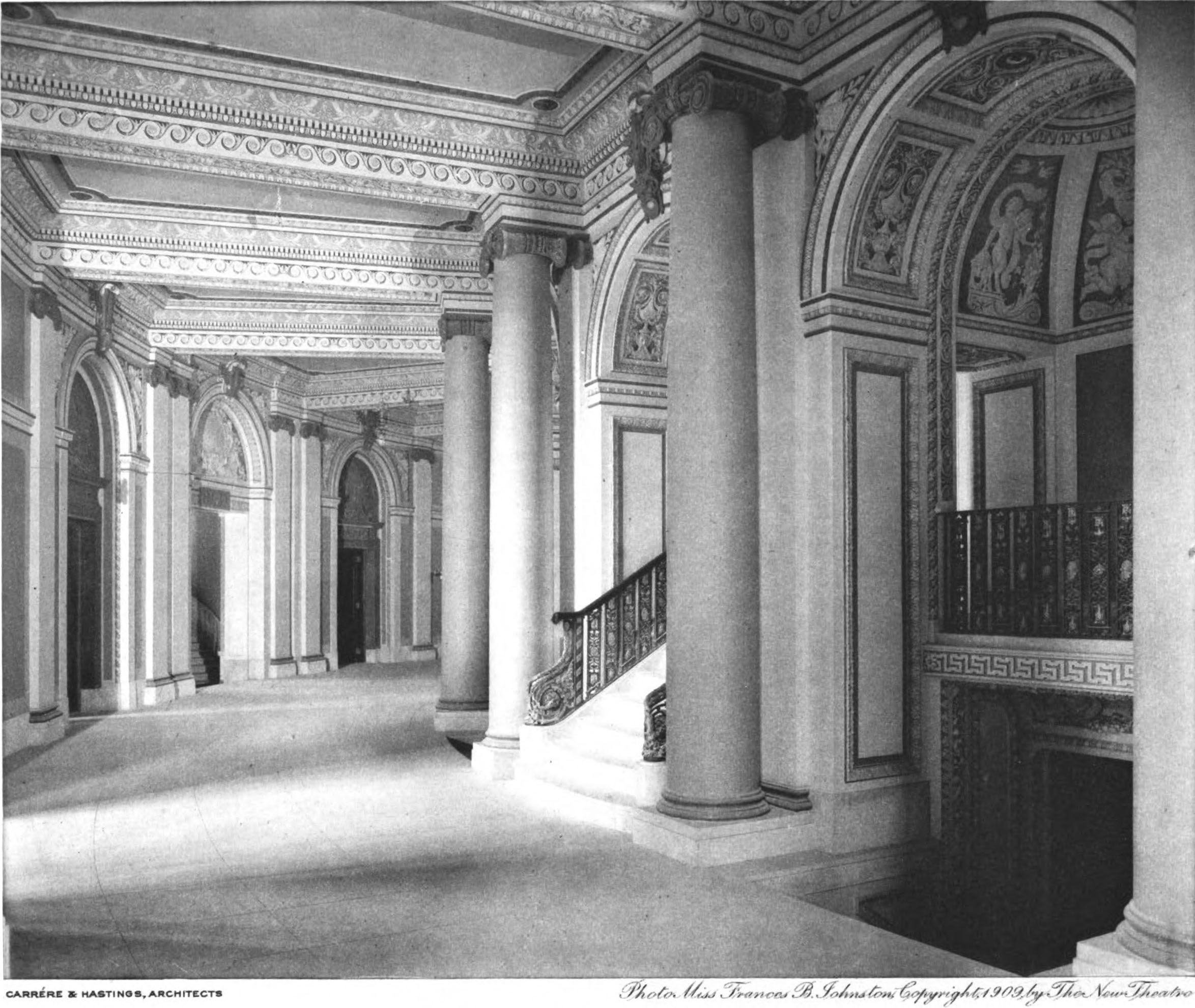
Circolazione a livello di foyer
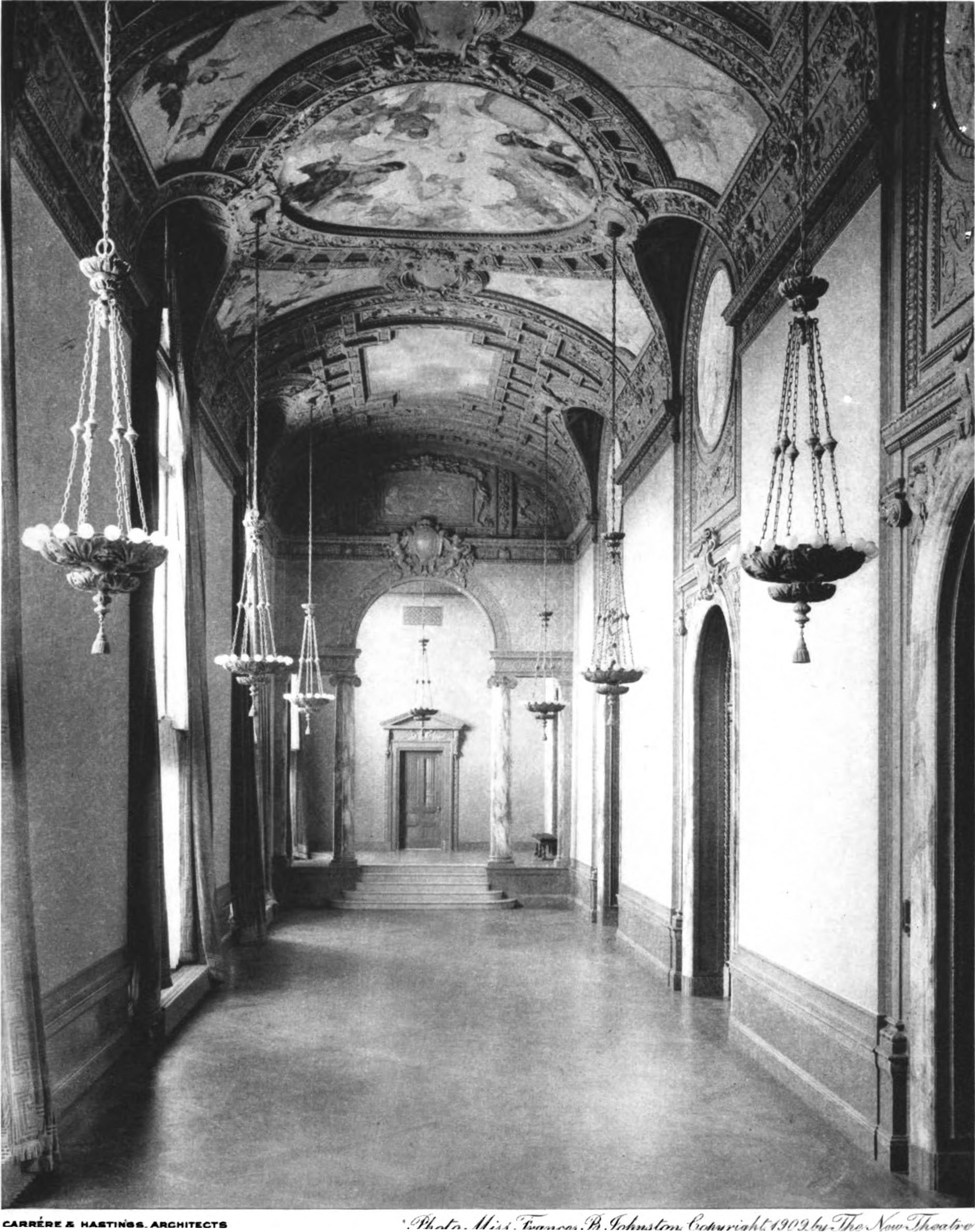
Atrio principale
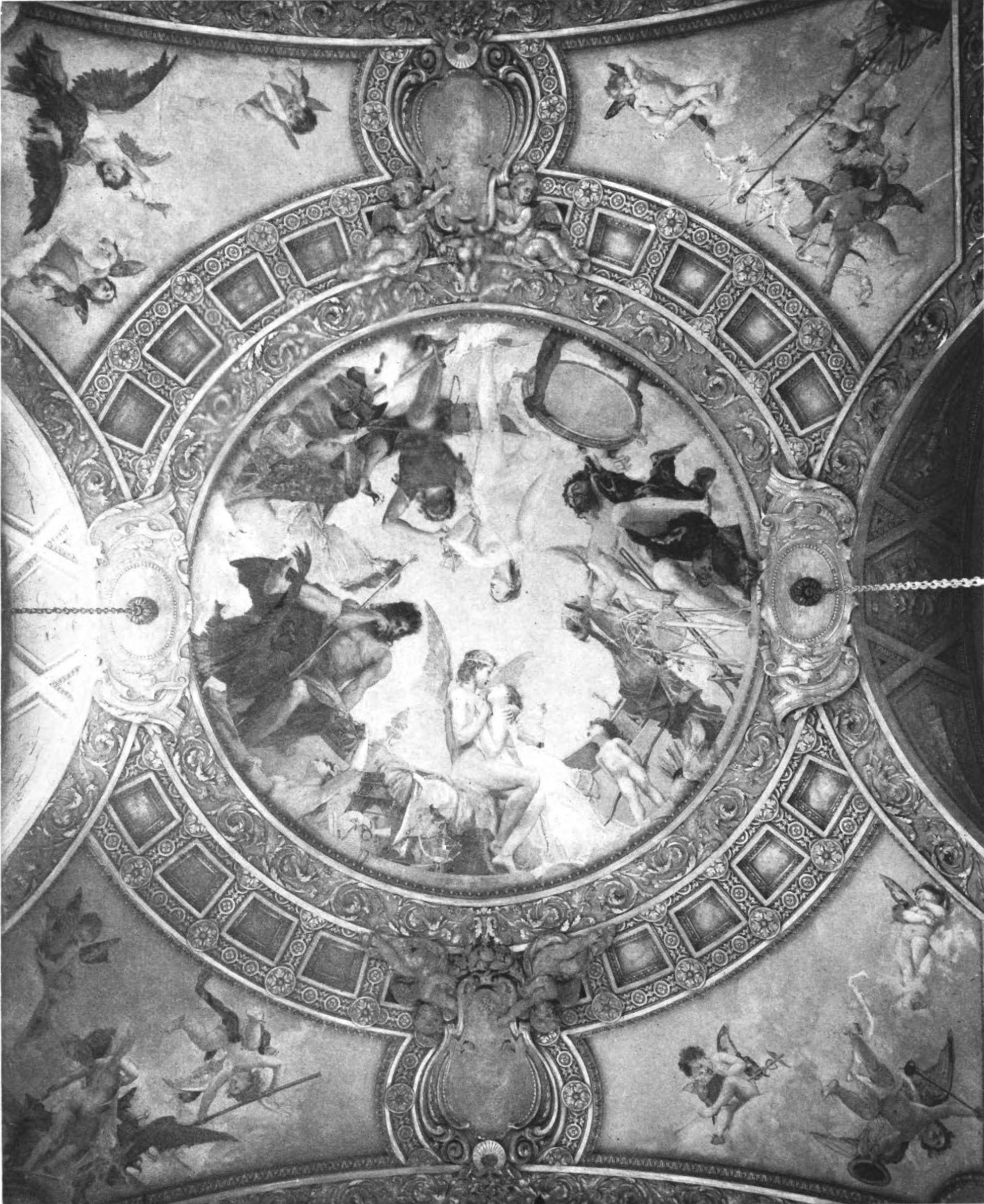
Soffitto del foyer, pannello centrale
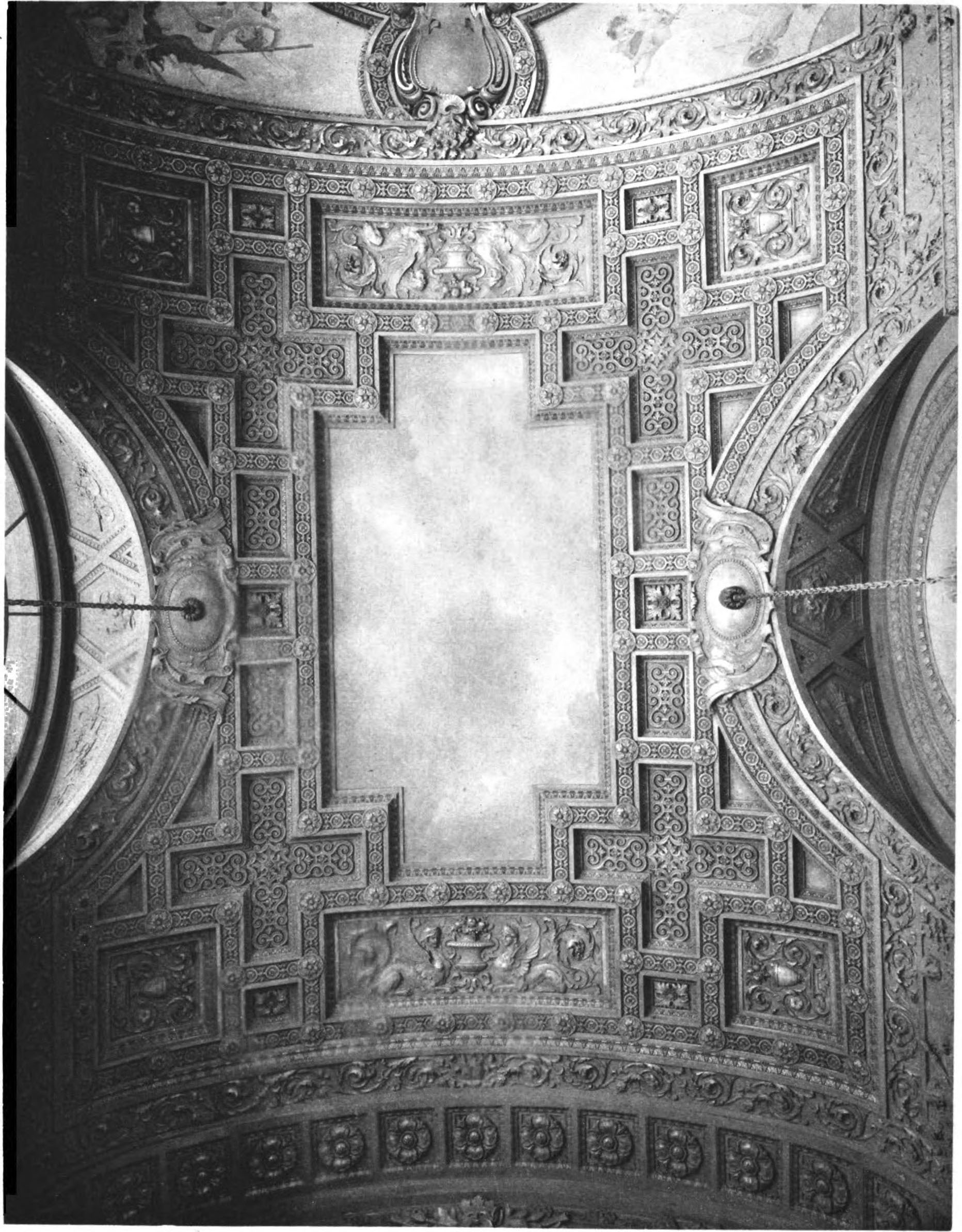
Soffitto del foyer, pannello secondario
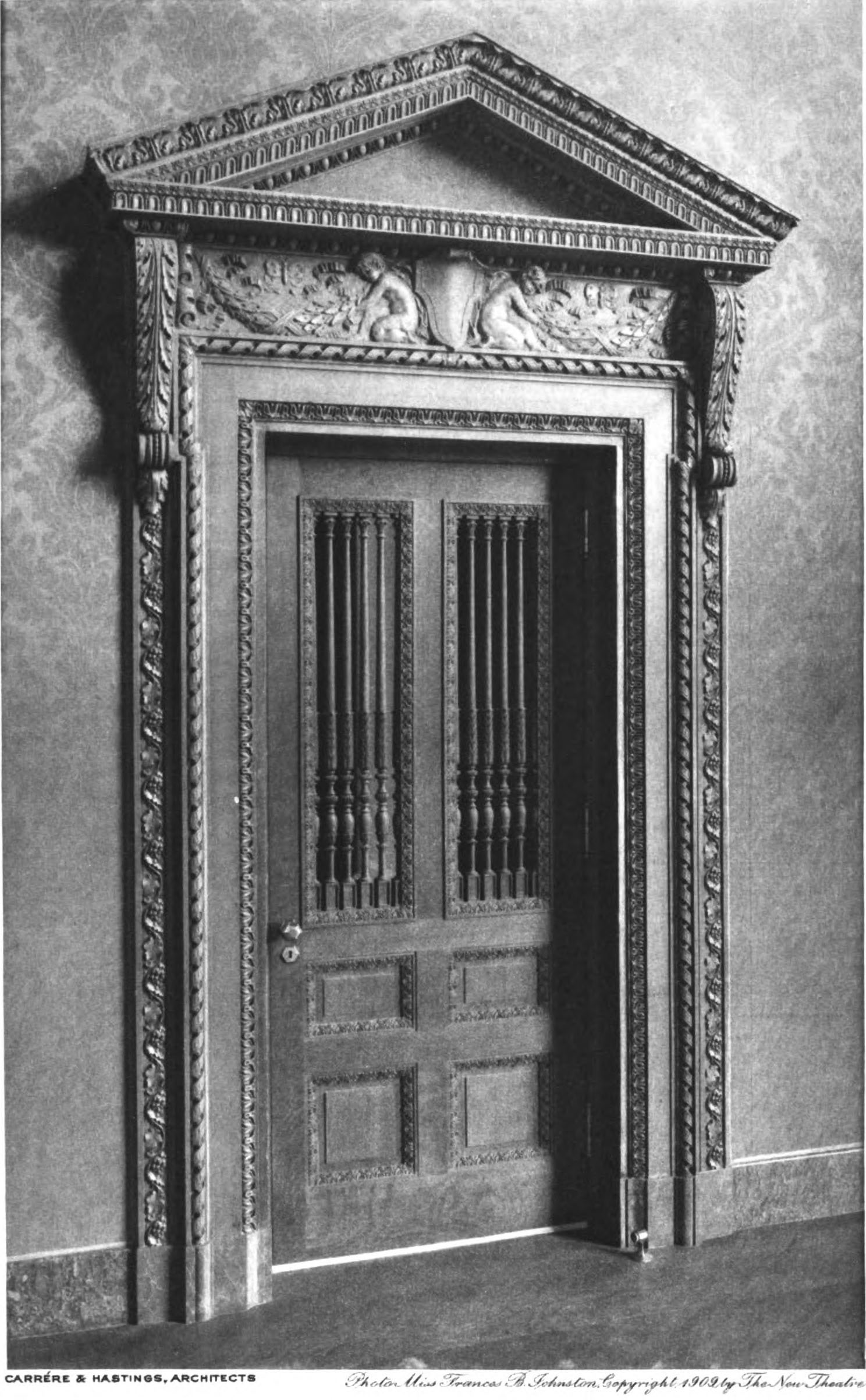
Porta dell'atrio
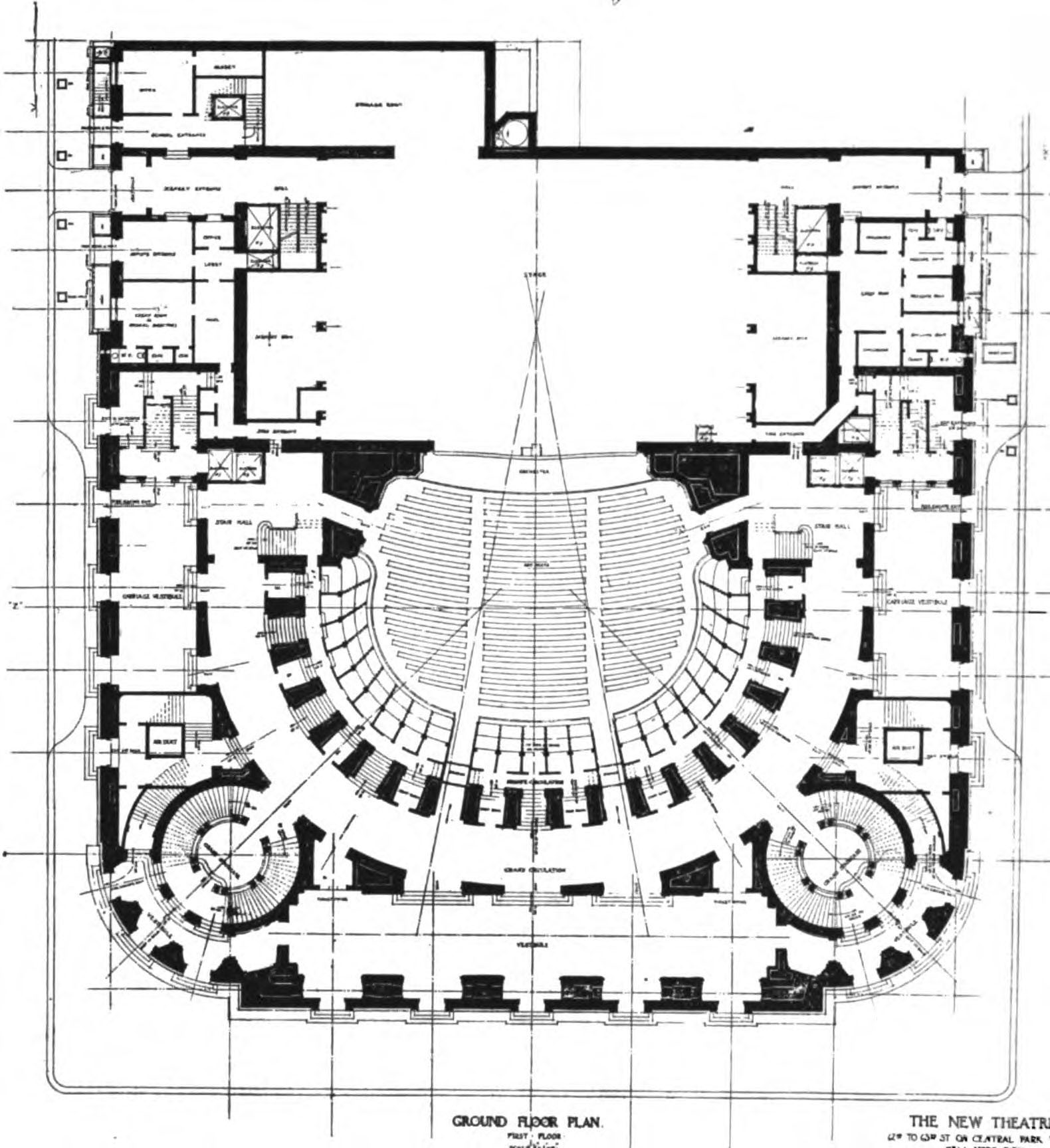
Piantina del piano terra
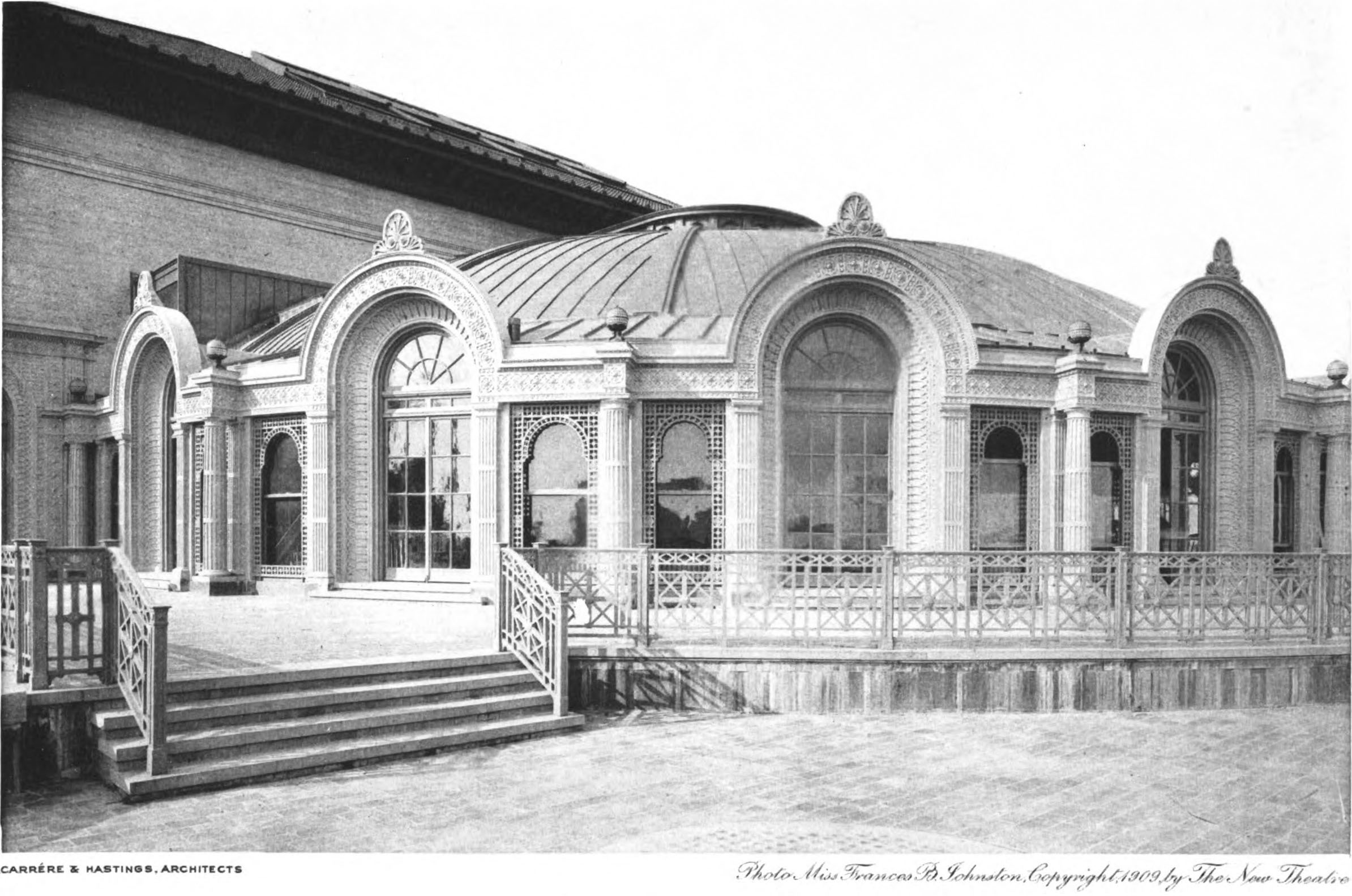
Padiglione giardino sul tetto
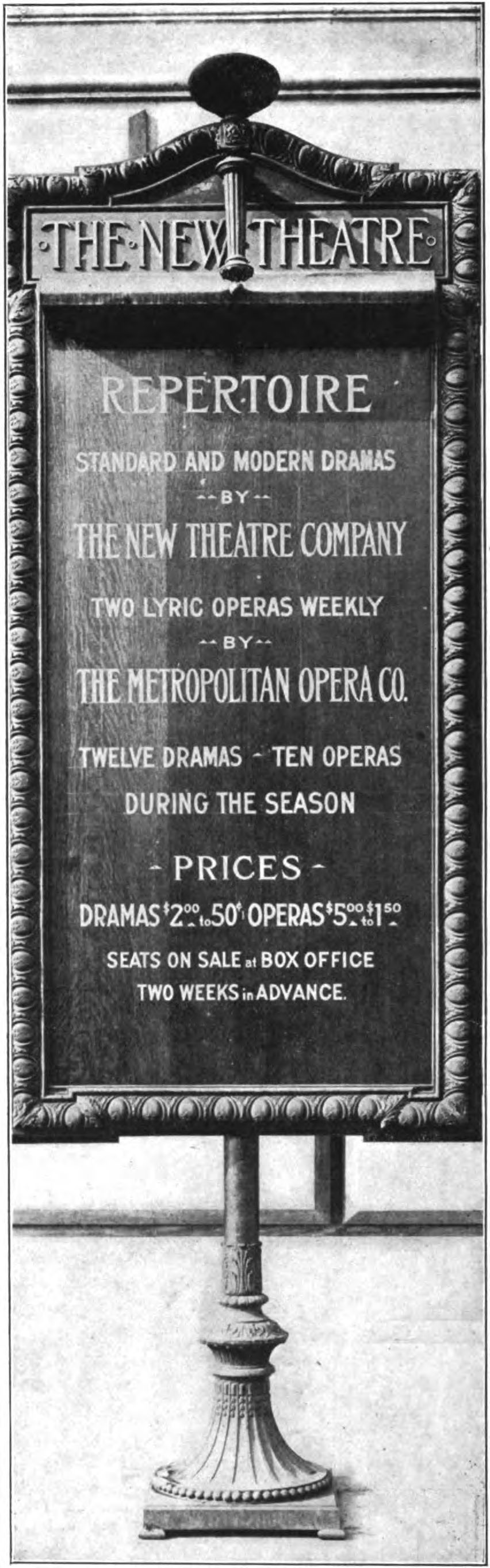
Custodia per poster